# 傑克·切斯伯
約翰·德懷特·切斯伯（英語：John Dwight Chesbro, 1874年6月5日—1931年11月6日），為美國職棒大聯盟的投手，綽號「快樂傑克」。他曾效力過海盜、高地人和紅襪三支球隊。他在1904年投出的單季41勝至今仍是美聯單季最多勝紀錄，雖然在1901年之前，有很多投手投出比單季41勝更多的成績，但是諸多研究棒球歷史的人都把1901年分為現代棒球的分水嶺，覺得1901年以前的棒球規則屬於古代規則，1901年之後開啟了現代棒球時代。一些人認為他單季41勝的紀錄已經無人能再超越。
切斯伯在1904年先發51場，其中完投了48場，拿下了41勝，這些也都是美聯紀錄，從1901年—被歸為現代棒球元年至今，仍無人能破此紀錄。
切斯伯在1946年被退休委員會引薦至名人堂，儘管有些棒球歷史學家認為該年投票有些錯誤，但大家皆認為他在1904年的表現已足以證明他的地位。

## 早年
切斯伯在1874年6月5日生於麻薩諸塞州北亞當斯的一個小村莊Houghtonville，家中5個小孩排行第4，他的父親查德·布朗·切斯伯，是一個製鞋匠。

## 棒球生涯

### 小聯盟(1895-1899)
切斯伯在1895年開啟他的棒球生涯，該年他在紐約州聯盟的阿伯尼參議員隊當投手，球隊解散後加入了約翰斯敦鹿皮隊，在聯盟解體之後，他進入了東方聯盟的春田市馬龍隊，1896年，他在維吉尼亞聯盟的洛亞諾克魔術師隊當投手，直到聯盟解散，1896球季末期，他在古柏鎮運動家隊投球，在那裡，當地報紙為了把名字寫入計分表內，把他的姓Chesbrough簡寫成Chesbro。
1897-1899年間，他在里奇蒙藍鳥隊投球，1898年，巴爾的摩金鶯隊總教練奈德·漢倫原本要向切斯伯簽約，但是漢倫在金鶯隊塊和他簽約時轉去布魯克林超霸隊當總教練，最終這項簽約破局，切斯伯再度回到里奇蒙打球。

### 大聯盟(1899-1909)
1899年7月7日，里奇蒙藍鳥隊以1,500美元(約現今43,182美元)賣給了匹茲堡海盜隊，5天後，他便在大聯盟初登板，該年成績6勝9敗作收。1899年12月8日，海盜隊用切斯伯、喬治·法克斯、亞特·麥迪遜以及約翰·歐布萊恩向路易斯維爾上校交易何那斯·華格納、弗萊德·克拉克、柏特·康寧漢、麥克·凱利、塔克斯·拉提默、湯米·里奇、湯姆·麥西特、迪康·菲利普、克勞德·瑞奇、魯伯·韋德爾、傑克·瓦茲沃斯以及契夫·辛默。不過上校隊在1899年解散，後來切斯伯等4位球員再度回到匹茲堡海盜隊。
1900年他投出15勝13敗，1901年他單季拿下21勝，並且投出6次完封勝為國聯單季最多，1902年他更是投出28勝6敗，防禦率僅2.17，成為匹茲堡海盜隊史上單季最多勝的投手，海盜隊也在他的帶領下拿下1901和1902年的國聯冠軍。
1902年球季結束後，美國聯盟開始用高價引誘國聯的明星球員去美聯打球。1903年，紐約高地人(今紐約洋基)隊簽下了切斯伯。
1903年，切斯伯成為開幕戰投手，球季結束他投出了21勝15敗。1904年，他開始投口水球，說是向艾爾默·史崔克列特----口水球的發明者學習來的，此外，他還練習投小便球。該年，他先發51場，防禦率1.82，239次三振，完投48場，拿下41勝，單季投了454又2/3局，而後面三項現今仍是大聯盟紀錄。該年除了他，沒有任何一位美聯投手拿下超過26勝。其中5月14日到7月4日，切斯伯連勝14場，這項紀錄直到2001年才由羅傑·克萊門斯打破(克萊門斯在2001年投出20勝3敗)，他單季239次三振的隊史紀錄直到1978年由羅恩·古德瑞的248次三振打破，1904年球季最後一場比賽面對波士頓美國人(今波士頓紅襪)時，切斯伯在9局上半投出了一顆致命的暴投，讓三壘跑者回來得分。最後高地人以一場半的勝差輸給了美國人，無緣拿下隊史首次美聯冠軍，不過這顆球究竟是否為一顆暴投仍有爭議，甚至在他1931年死後，他的遺孀聲稱切斯伯那球不是暴投，而是捕逸，並將責任全部推到當時的捕手瑞德·克倫諾身上。
1905年，切斯伯宣稱他發明了一種新的球路，並取名叫跳躍球(jump ball)，但是他這季投得很掙扎，最後單季19勝15敗。1906年，他投出23勝17敗，他該季的防禦率是美聯最高。
1907年2月，切斯伯原本考慮退休，但是後來又在3月宣布回歸大聯盟。該季他投出10勝10敗的成績。1908年，他不再使用口水球投法，不過最後他單季14勝20敗，自1903年加入高地人隊後首度勝率未達5成。
1909年球季開始前，高地人將切斯伯下放至3A球隊印第安納波利斯印地安人，不過切斯伯威脅球隊若下放就退休。最後切斯伯在1909年出賽9場，但是成績是慘澹的0勝4敗，最後球隊將他放入讓渡名單，最後由紅襪隊將他選走，他在紅襪隊只出賽一場，面對的剛好是前東家高地人隊，他只投6局被打出7支安打掉4分吞敗。球季結束紅襪再將他送回高地人，不過因為拒絕回到小聯盟，洋基只好把他放入不適合出賽名單內。

## 大聯盟後期(1910-)
切斯伯在1910年回到了麻薩諸塞州，在一個叫做康韋的小鎮經營農場，他在麻薩諸塞懷延斯維爾鎮半職業的球隊投球，並帶領球隊拿到冠軍。1911年，他在麻薩諸塞農業大學(今麻薩諸塞大學阿默斯特分校)當棒球教練，而他依然在一些半職業棒球隊打球。
1912年，他遇見高地人隊的老闆法蘭克·法瑞爾和新任教練哈瑞·沃佛頓，並試圖回歸大聯盟。沃佛頓也願意給切斯伯機會在高地人隊投球。然而，沃佛頓卻在球季開打前把他釋出，切斯伯決定來到阿肯色州的溫泉城，因為有些球隊在此進行春訓，希望有球隊給他機會，他詢問了布魯克林和匹茲堡的球隊，但最後都沒獲得青睞。
1924年，他在華盛頓參議員(今明尼蘇達雙城)擔任助理教練，這支球隊的總教練剛好是前高地人教練克拉克·葛瑞菲斯。然而，切斯伯和另一位助理教練班·艾岡卻在參議員隊雇用艾爾·沙赫特後被開除。1927年，他在麻薩諸塞州南迪爾菲爾德的小聯盟球隊擔任教練，並偶爾上場投幾次球。

## 個人生活
1896年，切斯伯在康韋和梅貝爾·蘇托沃斯結婚，退休後就在康韋經營農場、飼養家畜。1931年11月6日，他死於心肌梗塞，死後葬於康韋的霍蘭公墓，他的遺孀，梅貝爾，死於1940年。

## 生涯成績
| 年度       | 球隊       | 登板 | 先發 | 完投 | 完封 | 勝  | 敗  | 救援次數 | 救援成功 | 勝率 | 面對打者 | 局數   | 被安打 | 被全壘打 | 保送 | 觸身球 | 三振 | 暴投 | 投手犯規 | 失分 | 責失分 | 防禦率 | WHIP  | ERA+ |
| 1899年     | 海盜       | 19   | 17   | 15   | 0    | 6   | 9   | 2        | 0        | .400 | 659      | 149.0  | 165    | 3        | 59   | 11     | 28   | 5    | 0        | 99   | 68     | 4.11   | 1.503 | 92   |
| 1900年     | 海盜       | 32   | 26   | 20   | 3    | 15  | 13  | 4        | 1        | .536 | 925      | 215.2  | 220    | 4        | 79   | 12     | 56   | 7    | 0        | 123  | 88     | 3.67   | 1.386 | 99   |
| 1901年     | 海盜       | 36   | 28   | 26   | 6    | 21  | 10  | 8        | 1        | .677 | 1152     | 287.2  | 261    | 4        | 52   | 14     | 129  | 5    | 0        | 104  | 76     | 2.38   | 1.088 | 138  |
| 1902年     | 海盜       | 35   | 33   | 31   | 8    | 28  | 6   | 2        | 1        | .824 | 1139     | 286.1  | 242    | 1        | 62   | 21     | 136  | 3    | 1        | 81   | 69     | 2.17   | 1.062 | 126  |
| 1903年     | 高地人     | 40   | 36   | 33   | 1    | 21  | 15  | 4        | 0        | .583 | 1309     | 324.2  | 300    | 7        | 74   | 9      | 147  | 5    | 1        | 140  | 100    | 2.77   | 1.152 | 112  |
| 1904年     | 高地人     | 55   | 51   | 48   | 6    | 41  | 12  | 3        | 0        | .774 | 1720     | 454.2  | 338    | 4        | 88   | 7      | 239  | 9    | 0        | 128  | 92     | 1.82   | 0.937 | 150  |
| 1905年     | 高地人     | 41   | 38   | 24   | 3    | 19  | 15  | 2        | 0        | .559 | 1193     | 303.1  | 262    | 5        | 71   | 6      | 156  | 7    | 0        | 125  | 74     | 2.20   | 1.098 | 133  |
| 1906年     | 高地人     | 49   | 42   | 24   | 4    | 23  | 17  | 7        | 1        | .575 | 1308     | 325.0  | 314    | 2        | 75   | 10     | 152  | 7    | 0        | 138  | 107    | 2.96   | 1.197 | 100  |
| 1907年     | 高地人     | 30   | 25   | 17   | 1    | 10  | 10  | 3        | 0        | .500 | 822      | 206.0  | 192    | 0        | 46   | 6      | 78   | 3    | 0        | 83   | 58     | 2.53   | 1.155 | 111  |
| 1908年     | 高地人     | 45   | 31   | 20   | 3    | 14  | 20  | 13       | 1        | .412 | 1161     | 288.2  | 276    | 6        | 67   | 14     | 124  | 11   | 0        | 134  | 94     | 2.93   | 1.188 | 84   |
| 1909年     | 高地人     | 9    | 4    | 2    | 0    | 0   | 4   | 4        | 0        | .000 | 218      | 49.2   | 70     | 2        | 13   | 3      | 17   | 0    | 0        | 47   | 35     | 6.34   | 1.671 | 41   |
| 1909年     | 紅襪       | 1    | 1    | 0    | 0    | 0   | 1   | 0        | 0        | .000 | 26       | 6.0    | 7      | 1        | 4    | 0      | 3    | 0    | 0        | 4    | 3      | 4.50   | 1.833 | 62   |
| 通算：11年 | 通算：11年 | 392  | 332  | 260  | 35   | 198 | 132 | 52       | 5        | .600 | 11632    | 2896.2 | 2647   | 39       | 690  | 113    | 1265 | 62   | 2        | 1206 | 864    | 2.68   | 1.152 | 111  |
- 粗體字為該年度最高
- 紅字為美國聯盟紀錄

## 外部連結
- 球員資訊和成績在MLB ，ESPN ，Retrosheet ，Baseball Reference ，Baseball Reference (Minors) ，Fangraphs ，The Baseball Cube （英文）